# 广水站
广水站，位于中华人民共和国湖北省随州市广水市武胜关镇培龙村，是京广铁路上的火车站，建于2007年，由武汉局集团汉西车务段管辖。

## 歷史
原有的广水站建于1902年，20世纪80年代改建。2007年，为配合中国铁路第六次大提速，京广铁路在豫鄂两省交界处改线，原线改称鸡杨铁路，老广水站改为广水西站，改线后的广水新火车站于2007年3月26日启用。

## 車站周邊
- 武胜关镇胡家湾村村民委员会

## 外部連結
- 维基共享资源上的相關多媒體資源：广水站